# 波羅的海型
波羅的海型（英語：或英語：）是一個船舶工程術语，指可以在滿載情況下通過波羅的海的最大型船隻。這種船對波羅的海地區貿易有重要價值。
當中通過大貝爾特海峽路線的船隻可擁有最大的體積。這種船的最大吃水是15.4米（51英尺）、最大船高是65米（213英尺）（原因是受限於大貝爾特橋東部的結構）。這種船的最小長度約240米（787英尺）、最小船寬約42米（138英尺）。故這種船的最小噸位約100,000公噸。
波羅的海型油輪載重噸位可達205,000公噸（船寬68米（223英尺）、船長325米（1,066英尺））。而當中的馬士基3E級貨櫃船船長400米（1,312英尺）、載重噸位為165,000公噸。
如果船要通過松德海峽，船的最大吃水是8米（26英尺）；如果要通過基爾運河，船的最大吃水是9.5米（31英尺）。
這種船的另一限制是波羅的海地區內港口規格，區內主要鐵鑛出口城市：瑞典呂勒奧（原水深11米（36英尺）、改建後為13米（43英尺））與芬蘭凱米（水深10米（33英尺））。區內大型港口：立陶宛克萊佩達（水深13.8米（45英尺） ）、俄羅斯普里莫爾斯克（水深15米（49英尺））、波蘭格但斯克（水深15米（49英尺））。